# Editta Braun

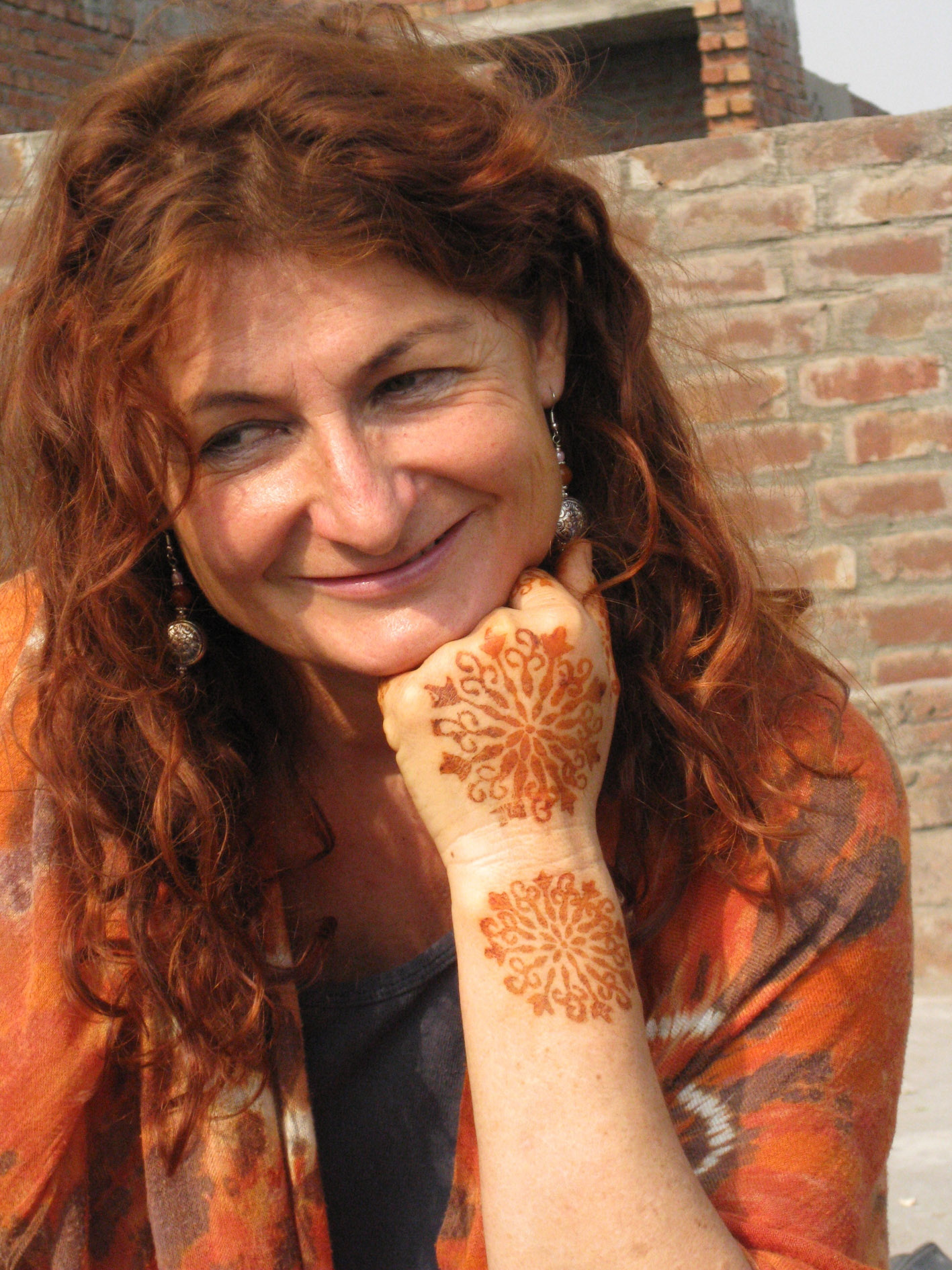
Editta Braun (2008)

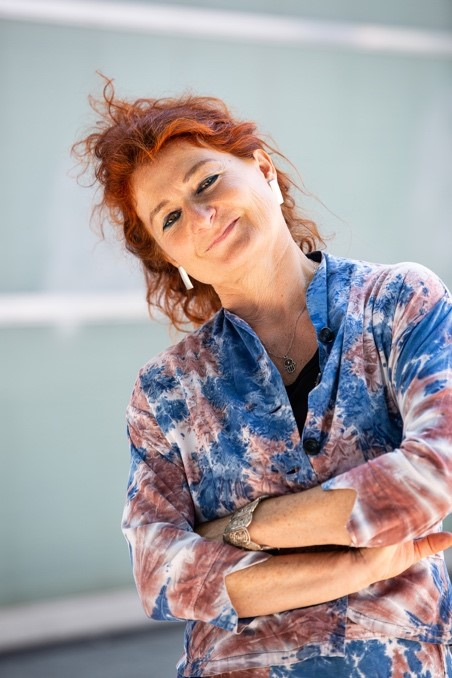
Editta Braun (2019)

Editta Braun (* 25. Mai 1958 in Vöcklabruck, Österreich) ist eine österreichische Choreographin, Bühnentänzerin, Tanzpädagogin sowie Gründerin und Leiterin der Salzburger Tanzkompanie editta braun company.

## Leben
Editta Braun wurde als jüngstes von vier Kindern von Margarethe und Martin Braun im oberösterreichischen Salzkammergut geboren. Bereits im Alter von sechs Jahren erhielt sie Unterricht in klassischem Ballett und Klavierspiel und trainierte intensiv Kunstturnen (oberösterreichische Landesmeisterin bei den Jungturnerinnen 1974).
Von 1976 bis 1982 studierte sie an der Universität Salzburg Sportwissenschaften und Germanistik, engagierte sich in der Studentenpolitik und schloss ihr Studium mit Arbeiten zu den Themen „Sport an Alternativschulen“ und „Kunst ist lamentieren, alles bezweifeln, was keine Frage ist – Maria Erlenbergers Werk aus feministischer Sicht“ ab. 1983 trat sie ihre Tanzausbildung an: in Paris vorwiegend in der École Peter Goss und in New York im Studio Eleo Pomare. Darüber hinaus prägte sie der Tanzunterricht bei Cristina Caprioli, Sônia Mota und Germaine Acogny sowie Schauspielunterricht (Method Acting) bei Walter Lott. Stilistisch wurde sie außerdem beeinflusst durch ein von der SZENE Salzburg initiiertes Tanzprojekt mit Wim Vandekeybus, wo sie ihre Kunstturntechnik mit zeitgenössischem, sportlich geprägtem Tanz zu verbinden lernte.
Den Impuls, sich dem Zeitgenössischen Tanz zuzuwenden, hatte die Begegnung mit dem Werk von Pina Bausch bei einer Aufführung in Wien 1980 gegeben.

## Künstlerische Laufbahn

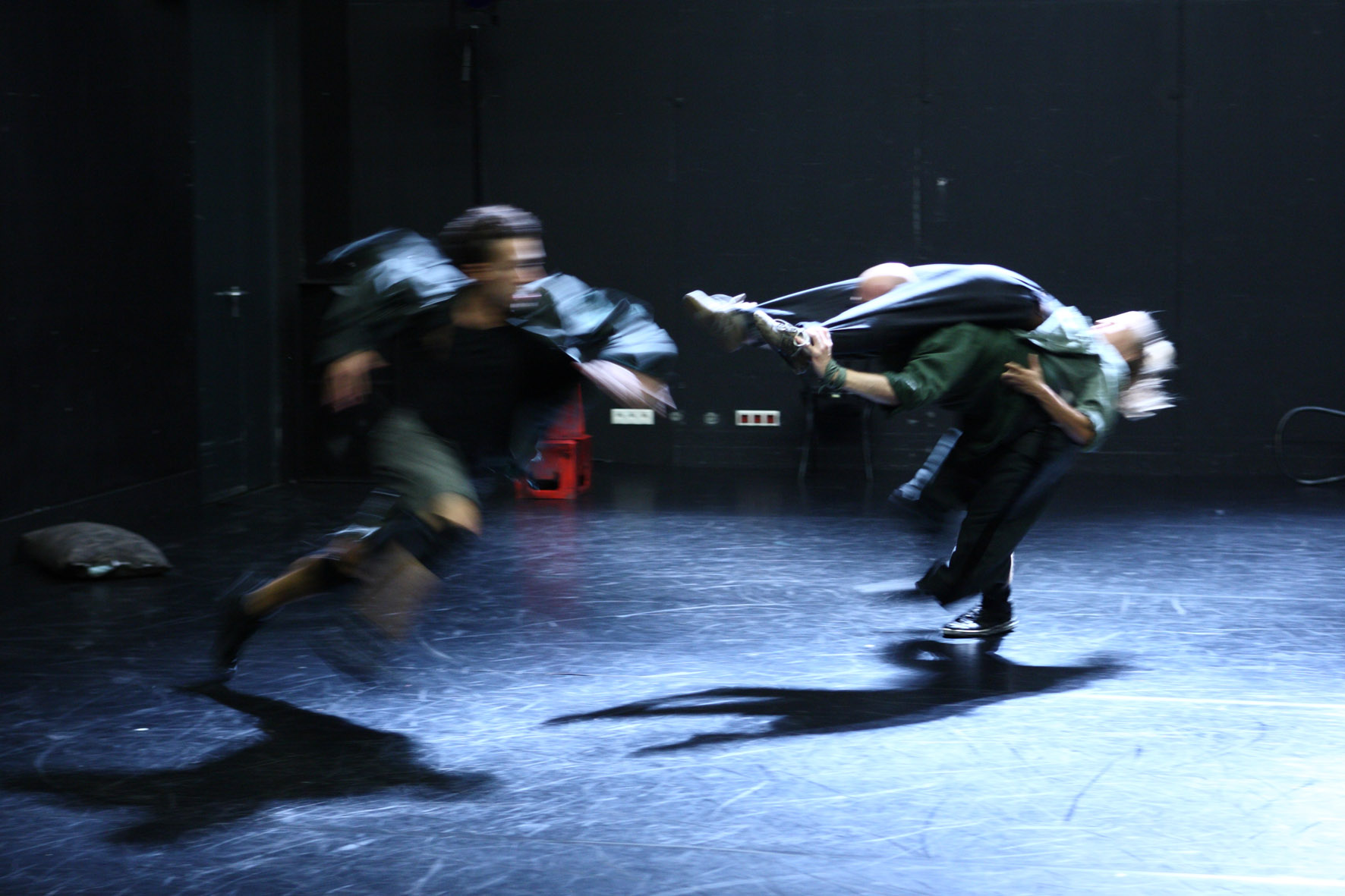
2009, Abseits, editta braun company

1982 gründete Editta Braun gemeinsam mit Beda Percht das „Kollektiv Vorgänge“, das 1986 mit Lufus den damals international begehrtesten Choreographiepreis von Bagnolet gewann (ex equo mit Saburo Teshigawara).
1989 gründete sie in Salzburg die editta braun company, mit der sie seither jährlich mindestens ein abendfüllendes Tanzstück erarbeitet und international tourt. Ihre Tanzstücke wurden bzw. werden in zahlreichen Ländern Europas, Afrikas und Asiens bei renommierten Festivals aufgeführt und gewannen zahlreiche Auszeichnungen.
Im Bereich Tanzverfilmung arbeitete Braun bereits früh u. a. mit Othmar Schmiderer, Wolfram Paulus und Hannes Klein zusammen. 1993 entstand unter der Regie Othmar Schmiderers der Kurzfilm „Collision“, der 1995 mit der Bronzemedaille beim New York Film Festival ausgezeichnet wurde. 2022 holte sie gemeinsam mit dem Fotografen und Werbefilmmacher Menie Weissbacher im Kurzfilm LUVOS migrations die befremdlichen Luvos-Wesen aus ihrem Körperillusionstheater auf die Leinwand.

## Lehre
Von 1980 bis 2021 lehrte Editta Braun am Interfakultären Fachbereich für Sport- und Bewegungswissenschaften der Paris Lodron Universität Salzburg akrobatisch-turnerische und gymnastisch-tänzerische Bewegungsformen sowie Afrikanischen Tanz und Modern Dance am Universitätssportinstitut Salzburg (USI). Seit 1997 unterrichtet sie am Institute for Dance Arts der Anton Bruckner Privatuniversität in Linz (Österreich) Zeitgenössischen Tanz, Physical Theater, Choreographie, Improvisation und professionelle Strategien.
Von 1992 bis 1997 arbeitete sie als Dozentin bei ImPulsTanz Wien (vormals Internationale Tanzwochen Wien) und von 1994 bis 1997 als Auftragschoreographin für die Ballettschule der Wiener Staatsoper. 2006 betreute sie das Jugendprojekt „wintertime“ am Festspielhaus St. Pölten.
Im Rahmen ihrer Lehrtätigkeiten entwickelte Editta Braun eine spezifische Improvisationstechnik, bei der Schauspiel und zeitgenössischer Tanz zu „Physical Theater“ verbunden werden.

## Stil und Arbeitsweise

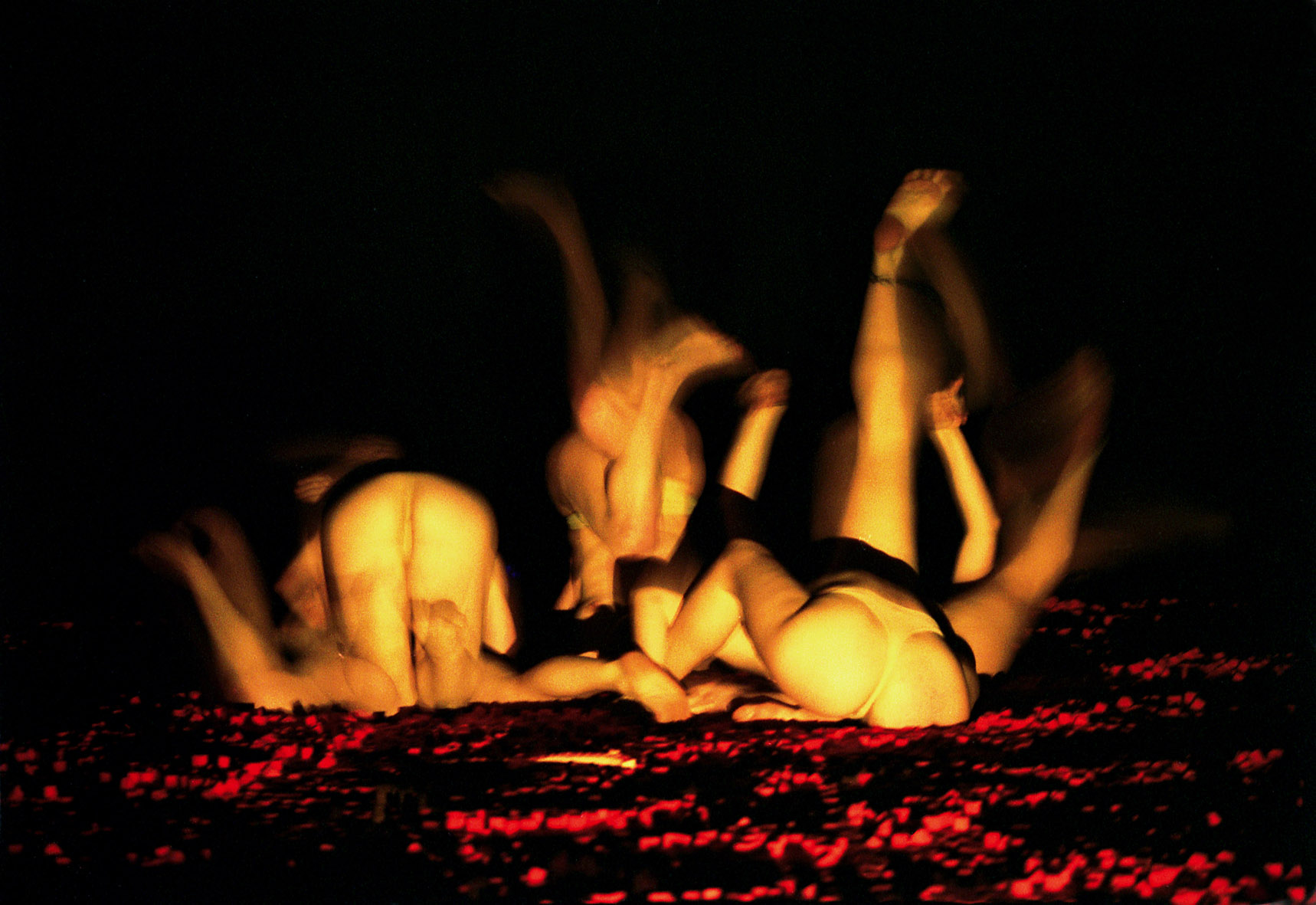
2001, Luvos vol.2, editta braun company

Editta Brauns Tanzstücke besitzen durchweg einen expressiven, theatralen Stil, welcher ihnen einen unverwechselbaren Charakter verleiht. Humor und Pathos liegen dabei oft dicht beieinander, immer auch verwoben mit einem entschieden gesellschaftskritischen Engagement.
Der besondere Stil der Tanztheaterstücke Editta Brauns ergibt sich auch durch die besondere Arbeitsweise der Choreographin im schöpferischen Schaffensprozess:
Editta Braun ist Tänzerin, Choreografin, Künstlerin, mag sein eine „grande dame“, vielleicht auch eine „wilde Hummel“, wie andere sagen… vor allem anderen aber ist sie ein Mensch. Als Mensch arbeitet sie mit Menschen und für Menschen. Was banal klingt, ist wesentlich. Ist zentral für sie, für ihr schöpferisches Arbeiten und für die Ergebnisse dieser Arbeit. Menschlichkeit macht das Wesen ihrer Arbeit aus und prägt das Resultat, das – ganz menschlich – übrigens nie fertig ist, nie wirklich „Resultat“ und damit Objekt, sondern immer im Werden, Projekt.
Charakteristisch für die kreative Arbeit von Editta Braun ist die enge Zusammenarbeit mit Komponisten, Live-Musikern sowie Künstlern außerhalb Österreichs. Prägend war in frühen Jahren insbesondere die Zusammenarbeit mit dem französischen Tänzer und Choreographen Jean-Yves Ginoux, mit dem ägyptischen Regisseur Mahmoud Aboudoma sowie mit dem legendären Jean Babilée. Mit ihm entstand 1993/94 in Paris und Salzburg das Tanztheaterstück „La vie, c’est contagieux“:
Auf der Bühne viele kleine Lampen, ein gemütliches Sofa und eine Komposition aus biederen Lampenschirmen. Sonst nichts als ein Vater, der mit den verschiedenen Stadien seiner Tochter konfrontiert wird. Zuerst die 13-Jährige, spielerisch, temperamentvoll, individuell, aber in seinen Schritten wandern – Arm in Arm. Dann die 22-Jährige, erwachsen werdend. Stark und doch nicht unabhängig. Die erste Liebe ist, wie die folgenden, geprägt von der Vater-Figur. Bei der 33-Jährigen noch immer. 
Seit 1996 ist die Entstehung ihrer Stücke eng mit der Musik des Komponisten und Musikers Thierry Zaboitzeff verbunden, mit dem sie auch zusammenlebt.
Eine der international erfolgreichsten Produktionen und allgemein wohl eines der am häufigsten aufgeführten Stücke ist Luvos, vol.2. Der "Dauerbrenner" (Ditta Rudle 2008) entstand als Weiterentwicklung zum Stück Lufus (s. o.) 2001 in Salzburg und begründet mit diesem eine Reihe innovativen, rein weiblichen Körperillusionstheaters aus mittlerweile sieben Stücken Editta Brauns, zu der außerdem planet LUVOS (2012), Close Up (2015) bzw. Close Up 2.0 (2017), Fanghoumé (2019) und Hydráos (2020) gehören. In dieser Reihe führt Editta Braun mit ihrer Company eine kontinuierliche Recherche zur visuellen Überwindung der Körpergrenzen.

## Die "Luvos"-Reihe
In den mittlerweile sieben Stücken aus der Luvos-Reihe, von Lufus des Kollektivs Vorgänge (Uraufführung 1985) bis zu Hydráos (2020) schlägt sich die kontinuierliche Recherche Editta Brauns und ihrer Company zur visuellen Überwindung der Körpergrenzen durch ein innovatives Körperillusionstheater nieder. LUVOSmove® ist die geschützte Bezeichnung für die von editta braun company über mehr als zwei Jahrzehnte hinweg entwickelte, sehr spezielle und rein weibliche Körpersprache, die seit einem Kolloquium 2021 an der Anton Bruckner Universität Linz auch wissenschaftlich erforscht wird. Mit dem Kurzfilm LUVOS migrations (2022) wird die Luvos-Ästhetik neuerdings auch im Film genutzt.
Luvos, vol.2 wurde am 18. Juli 2001 im Sommerszene Festival in Salzburg zur Premiere gebracht und zwischen 2001 und 2012 vor insgesamt ca. 15.000 Zusehern aufgeführt. Einige der Stationen waren Jerusalem und Tel Aviv, Thessaloniki, Nowosibirsk und Moskau, Marseille, Limassol und Nicosia, Brüssel, Tallinn, Kaunas, Riga, Wien, Salzburg und Linz. Hier feierte auch am 27. September 2012 im Rahmen des Brucknerfests die nächste Version des Luvos-Themas Premiere: planetLUVOS.
Mit der Erforschung dieser besonderen Ästhetik eines rein weiblichen Körpertheaters, das mit dem Aufbau eines regelrechten Luvos-Ensembles von auf dieses Bewegungsrepertoire spezialisierten Tänzerinnen einherging, begibt sich die Company über die Grenzen des herkömmlichen zeitgenössischen Tanzes und auch des Tanztheaters hinaus. Das zeigt auch die Tatsache, dass die Produktionen Luvos, vol.2 (2012) und planetLUVOS (2014) sowie Close Up (2016) zum manipulate-Festival in Edinburgh eingeladen waren. Die Einbeziehung von Live-Musik (Konzertpianistin) in die beiden Close Up-Versionen öffnet die „Luvos“-Reihe darüber hinaus in ein Zusammenspiel synästhetischer Elemente.

## Gesellschaftskritisches und ökologisches Engagement
Entstanden aus einem kreativen und zugleich kritischen Impuls der achtziger Jahre, der bis heute trägt, ist Editta Brauns künstlerische Arbeit immer auch dezidiert politisch gewesen. Stücke wie Voyage à Napoli, Luvos, vol. 2, König Artus oder derzeit wohnhaft in machten dies schon in der Wahl der Themen deutlich. schluss mit kunst mit Textbeiträgen u. a. von Kurt Palm und Christian Felber hinterfragte 2011 schmerzhaft den Sinn des Kunstschaffens angesichts von Hunger, Krieg, Umweltzerstörung, Artensterben und wachsender Ungleichheit.
Brauns politischer Ansatz schlägt sich aber auch in einer entschieden interkulturellen Produktionsweise nieder: Wiederholt entwickelte die Choreographin sozial engagierte Projekte vor allem in Asien und Afrika mit Künstlern vor Ort und konfrontierte deren Kultur-, Geschichts- und Sozialidentität mit mitteleuropäischen Traditionen. Zu den so entstandenen Stücken zählen etwa India (1998 in Bangalore und Salzburg), manifest (2002 im Senegal und in Salzburg) und Coppercity 1001 (2007/08 in Alexandria/Ägypten und Salzburg).
Wichtig ist in ihrem Werk auch der feministische Impuls, der Frauenschicksale in den Blick rückt und in jüngster Zeit oft zu ausschließlich weiblichen Besetzungen führt.

## Werke

### Abendfüllende Stücke
- 1989: Die Jagd (Quintett)
- 1990: Materialien für Tanz & Musik (Tanz und Live-Musik)
- 1991: Collision (Duett mit Jean-Yves Ginoux)
- 1991: Bonjour Adieu (Auftragsarbeit für die Luxemburg Dance Company)
- 1992: but kind old sun will know... (Tanztheater)
- 1993: La vie, c’est contagieux (Tanztheater mit Jean Babilée)
- 1994: Voyage à Napoli (Tanz und Rock’n Roll live)
- 1995: Titania (Suchbild in Bewegung zu Sisi, Kaiserin von Österreich, Königin von Ungarn; Duett mit Céline Guillaume)
- 1996: Im Dschungel des Pianisten (Tanzfabel für junge Gemüter)
- 1997: Heartbeat – concerto for dance & music, op. 1 (Duo Musik und Tanz mit dem Musiker und Komponisten Thierry Zaboitzeff)
- 1998: India (entstanden in Bangalore, Südindien)
- 1999: Miniaturen (Tanz und Live-Musik, Auftragswerk für das Eröffnungsfest der Salzburger Festspiele)
- 2000: Nebensonnen (Quartett)
- 2001: Luvos, vol. 2 (Quintett, Körperillusionstheater)
- 2002: manifest (Schauspiel, Tanz und Martial Arts; entstanden im Senegal)
- 2003: Tajine (Improvisationsprojekt mit Tanz, Schauspiel, Live-Musik)
- 2004: Eurydike (Symbiose aus drei Sparten zum Theaterstück Eurydike von Barbara Neuwirth)
- 2005: oXalis (entstanden in Griechenland und Österreich)
- 2006: Eurydike revisited (Auftragsarbeit für das Welttheaterfestival Carnuntum)
- 2006: Matches of Time (Tanztheater; entstanden in Italien und Österreich)
- 2007: Coppercity 1001 (Schauspiel und Tanz; entstanden in Ägypten und Österreich)
- 2008: Wenn ich einmal tot bin, komme ich ins Paradies (Tanz und Livemusik)
- 2009: Abseits (Tanztheater; entstanden in Portugal und Österreich)
- 2010: König Artus (Tanz und Schauspiel)
- 2011: schluss mit kunst (Tanz und Schauspiel)
- 2012: planet LUVOS (Tanz und Körperillusionstheater)
- 2013: derzeit wohnhaft in (Tanztheater, Solo)
- 2014: Paula (Solo)
- 2014: instant (surprise performance)
- 2015: close up, Klavierkonzert mit Aysedeniz Gökcin und Körpertheater
- 2016: LoSt (Tanztheater, Duo)
- 2017: Close Up 2.0, Klavierkonzert mit Cécile Thévenot und Körpertheater
- 2018: trails, Tanztheater, Quartett unter Verwendung von Bildern aus dem Film Homo Sapiens von Nikolaus Geyrhalter.
- 2019: Fanghoumé (Körperillusionstheater)
- 2019 Layaz (Tanzduo Urban Dance)
- 2020 Hydráos (Körperillusionstheater)
- 2020 Hydrolákis (3 Kurzfilme)
- 2021 long life (Duo Schauspiel, Tanz)
- 2022 NaYmA (Solo)
- 2022: LUVOS migrations (Tanzfilm)
- 2023: ALLES ANDERS (Improvisationstanzstück, Oktett)
- 2024: Proximity (Trio, Tanzstück für nur 6 Zuseher)

### Kurzstücke
- 1986: Gitter (Solo)
- 1986: Passion für Zwei (Duo)
- 1987: Lego (Quartett)
- 1987: Diva (Duo)
- 1988: Felis (Trio)
- 1988: Steinhof (Solo)
- 1991: if I listen to the moment (Auftragsarbeit für die Luxemburg Dance Company)
- 1994: Welcome to Salzburg (Auftragsarbeit für die Ballettschule der Wiener Staatsoper)
- 1995: Grey Blue Sky (Auftragsarbeit für die Ballettschule der Wiener Staatsoper, 15 min.)
- 1996: Tutu. Ça va? (Rock-Ballett, 10 min.)
- 1997: Fahrradwerkstatt (Auftragsarbeit für die Ballettschule der Wiener Staatsoper, 9 min.)
- 1998: Fish (12 junge Tänzerinnen, 15 min.)
- 1998: Fragile (23 junge Tänzerinnen, 20 min.)
- 1999: Dornröschen schläft (Auftragsarbeit für die Ballettschule der Wiener Staatsoper, 8 min.)
- 2000: Prêt-à-Porter (9 junge Tänzerinnen, 20 min.)
- 2000: kalt (Auftragsarbeit für Bruckneruni Linz, 20 min.)
- 2001: Mozart! (Quartett, 13 min.)
- 2002: Zwei Sonnen (Duo, 30 min., Auftragsarbeit für das HumoFestival Taschkent/Usbekistan)
- 2003: La Boîte (livemusic & dance, 25 min.)
- 2010: Kellerkids (Auftragsarbeit für Bruckneruni Linz, Tanz, 20 min.)
- 2011: We are the 99 % (Auftragsarbeit für Bruckneruni Linz, physical theater, 20 min.)

### Filme
- 1986: Lufus (Regie: Kurt Liwehr, ORF-Kunststücke)
- 1986: monaxiá (Regie: Rainer Berson, Tanzfiktion)
- 1993: Collision (Regie: Othmar Schmiderer, Tanzfiktion; Bronzemedaille beim New York Film Festival)
- 1994: La Vie, c’est contagieux (Regie: Wolfram Paulus, Doku)
- 2003: editta braun company at Kaay Fecc Festival in Dakar (Regie: Hannes Klein, Doku für den ORF)
- 2007: e.poration (Regie: Hannes Klein, Kurzfilm)
- 2022: LUVOS migrations (Regie: Editta Braun & Menie Weissbacher, Kurzfilm)

## Preise
- 1986: Zweiter Preis und Preis für die Innovativste Choreographie beim Concours Chorégraphique International de Bagnolet in Paris für «Lufus» des Kollektivs Vorgänge
- 1995: Bronzemedaille beim New York Film Festival for „Collision“, Regie Othmar Schmiderer
- 2001: Preis für die beste Regie beim Cairo International Festival for Experimental Theatre für “Nebensonnen”
- 2014: Internationaler Preis für Kunst und Kultur der Stadt Salzburg[17]
- 2017: Großer Kunstpreis des Landes Salzburg[18]
- 2022: Preis für die beste Ensembleperformance, Cairo International Festival for Experimental Theater
- 2023: Cairo Breaking Walls Festival, Special Jury Award Music für den Tanzfilm LUVOS migrations
- 2023: 3rd place of Best Overall Dance Film Winners beim FlorenceDanceOnScreen für den Tanzfilm LUVOS migrations
- 2023: Best Visual Language Award beim Moving Body Festival in Varna / Bulgarien für den Tanzfilm LUVOS migrations
- 2024: Best Experimental Short Film beim Sittannavasal International Film Festival / Indien für den Tanzfilm LUVOS migrations